# Breviratura
Breviratura is een geslacht van rechtvleugeligen uit de familie sabelsprinkhanen (Tettigoniidae). De wetenschappelijke naam van dit geslacht is voor het eerst geldig gepubliceerd in 2008 door Gorochov.

## Soorten
Het geslacht Breviratura  is monotypisch en omvat slechts de volgende soort:
- Breviratura brevis (Gorochov, 2008)